# Namangan
Namangan este un oraș situat în partea de est a Uzbekistanului, în Depresiunea Fergana. Este reședința regiunii Namangan.

## Personalități născute aici
- Khosiyat Rustam (n. 1971), scriitoare.